# St. Alban (Herlikofen)

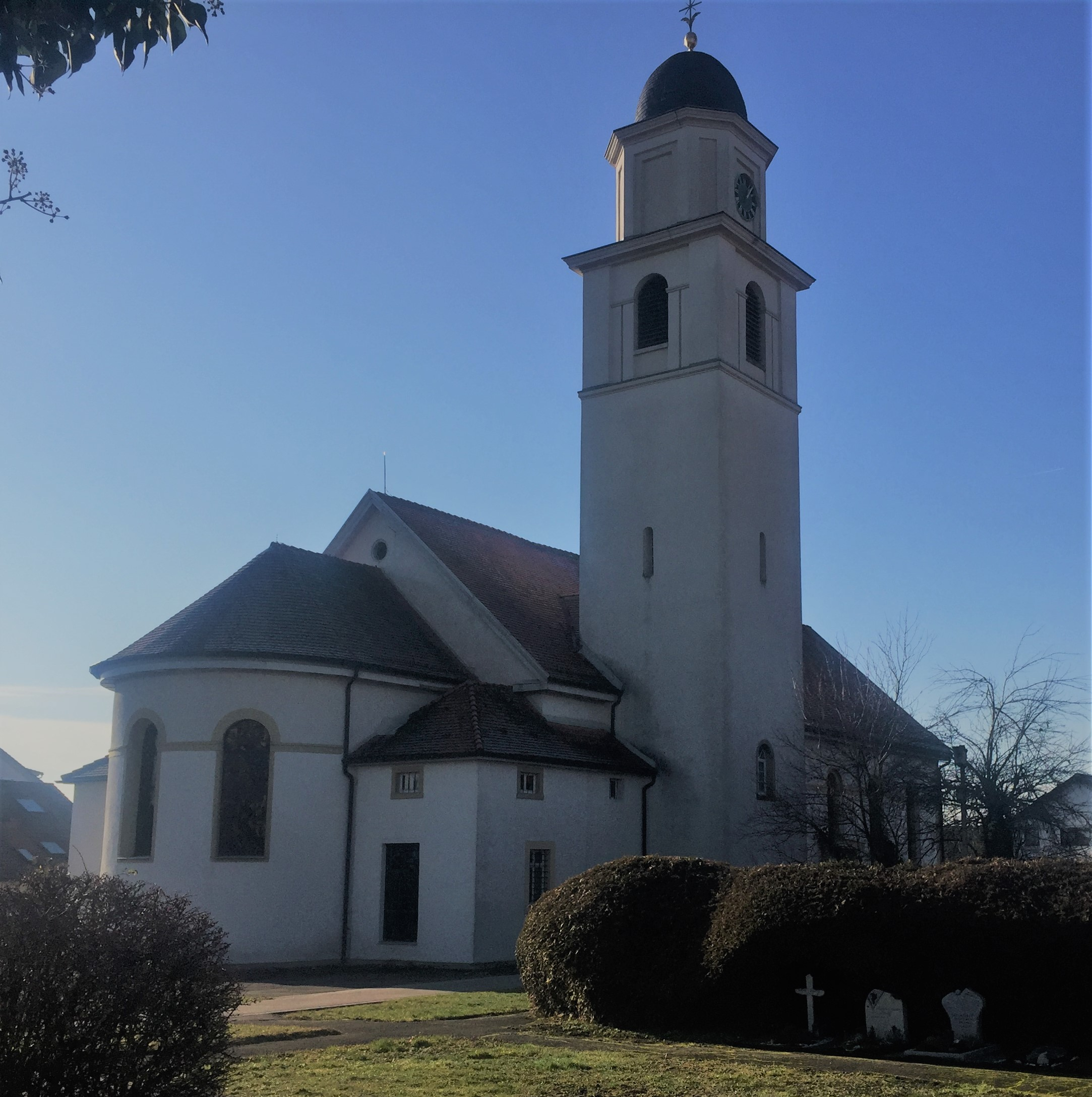
Kirche St. Alban in Herlikofen

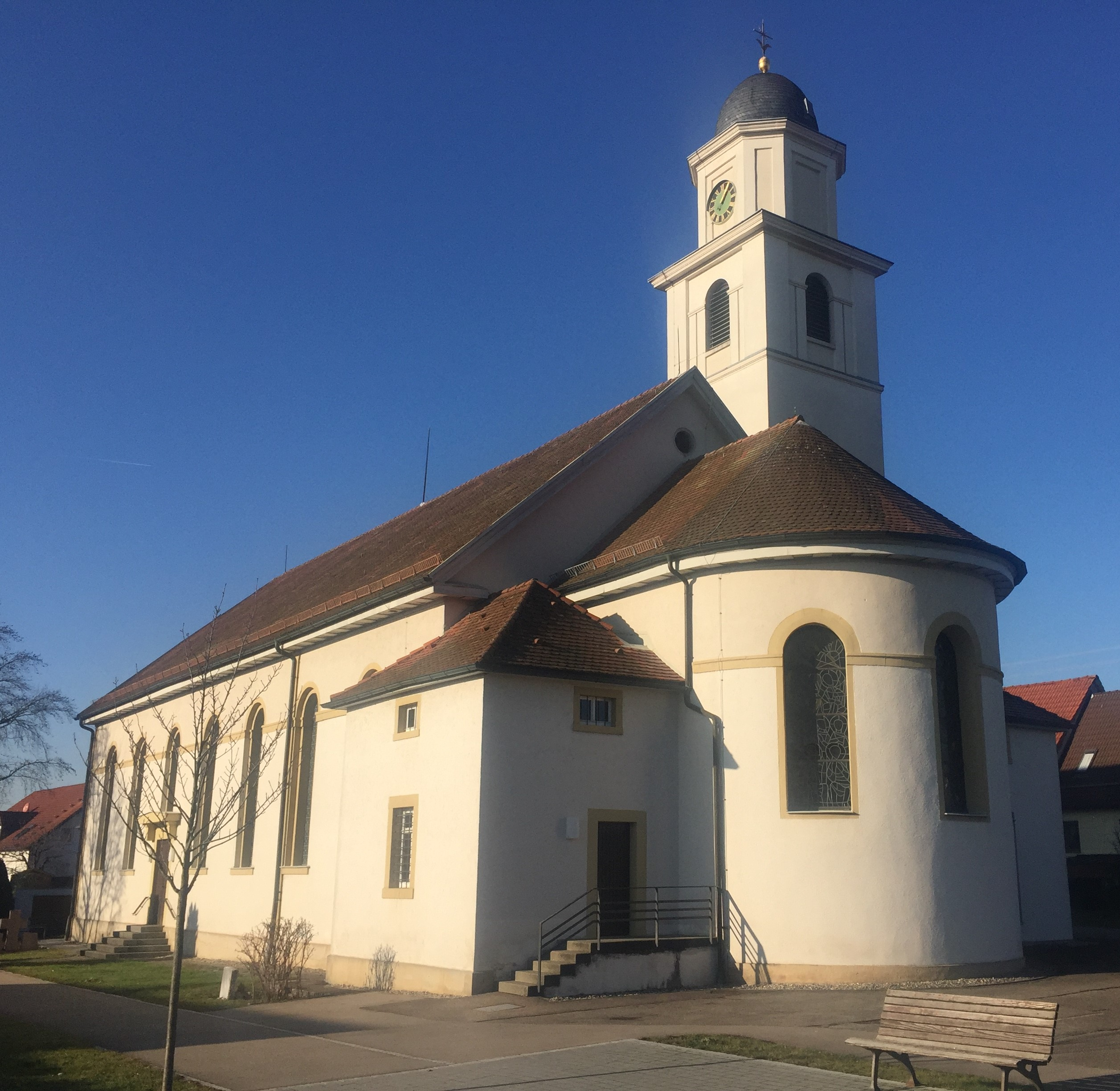
Kirche St. Alban in Herlikofen

St. Alban (auch St. Albanus) ist eine katholische Pfarrkirche im Schwäbisch Gmünder Stadtteil Herlikofen im sogenannten Kameralamtsstil.

## Geschichte
Die erste Kirche in Herlikofen wurde 1349 erwähnt. Sie gehörte zur Pfarrei Iggingen. 1452 kam es zum Neubau einer Chorturmkirche. Bevor Herlikofen 1823 zur Pfarrei erhoben wurde, übernahmen die Gmünder Dominikaner die Seelsorge. 1835 erfolgte der Neubau, wobei die heutige Kirche aufgerichtet wurde. Im August 1836 wurde der erste Gottesdienst in der Kirche abgehalten. Die Kirchweihe fand erst 1840 durch den Rottenburger Bischof Johann Baptist von Keller statt. 1912 wurde die Kirche an der Ostseite um 8 m verlängert und bekam ihren heutigen Chor und Turm. Zur Weihe kam es erneut verspätet, nämlich am 29. Mai 1917. Restaurierungen wurden 1958, 1963 sowie 1997 vorgenommen.

## Ausstattung
Die Saalkirche mit Chorseitenturm und Sakristeianbau besitzt innen eine Leistendecke und im Langhaus von Otto Eberle entworfene und von Sternbacher 1960 in Unterkochen gefertigte Fenster. Der Hochaltar stammt von 1743, die Nebenaltäre St. Maria und St. Alban stammen von 1750. Die Altarblätter sollen aus dem Gmünder Münster stammen. Von den zahlreichen Figuren ist die Heilige Apollonia von 1510 die älteste. Das Kruzifix aus dem frühen 18. Jahrhundert stammt angeblich aus dem Gmünder Spital.

## Geläut
Das erste Geläut mit Glocken zum Teil aus dem 17. Jahrhundert wurden im Ersten Weltkrieg 1917 abgeliefert, 1942 im Zweiten Weltkrieg das zweite Geläut bis auf eine Glocke.
| Nr. | Name          | Durchmesser | Gussjahr | Ton | Gießerei                               |
| --- | ------------- | ----------- | -------- | --- | -------------------------------------- |
| 1   | Marienglocke  | 1030 mm     | 1951     | g'  | Heinrich Kurtz, Stuttgart              |
| 2   | Albanusglocke | 920 mm      | 1951     | a'  | Heinrich Kurtz, Stuttgart              |
| 3   | Gregorglocke  | 770 mm      | 1951     | c'' | Heinrich Kurtz, Stuttgart              |
| 4   |               | 1260 mm     | 1985     | e'  | Bachert, Bad Friedrichshall-Kochendorf |
| 5   |               | 650 mm      | 1985     | e'' | Bachert, Bad Friedrichshall-Kochendorf |